# Boyle (Missisipi)
Boyle – miasto w Stanach Zjednoczonych, w stanie Missisipi, w hrabstwie Bolivar.